# Goetz Klopfer
Goetz Klopfer (Goetz Heinrich Klopfer; * 25. Juni 1942 in Heresburg) ist ein ehemaliger US-amerikanischer Geher deutscher Herkunft.
Im 50-km-Gehen gewann er bei den Panamerikanischen Spielen 1967 in Winnipeg Bronze und wurde bei den Olympischen Spielen 1968 in Mexiko-Stadt Zehnter.
Im 20-km-Gehen siegte er bei den Panamerikanischen Spielen 1971 in Cali und kam bei den Olympischen Spielen 1972 in München auf den 19. Platz.

## Persönliche Bestzeiten
- 20 km Gehen: 1:32:24 h, 1969
- 50 km Gehen: 4:18:28 h, 1968